# Skate or Die!
Skate or Die! o Skate or Die è un videogioco di skateboarding sviluppato e pubblicato dalla Electronic Arts nel 1987 per ZX Spectrum, Commodore 64, Apple IIgs, Amstrad CPC e MS-DOS. Il videogioco fu convertito anche per Nintendo Entertainment System dalla Konami, e pubblicato dalla Ultra Games. Nel 2007, la versione NES è stata ripubblicata per Virtual Console Nintendo in Europa e Australia.

## Modalità di gioco
Nello stile delle popolari serie della Epyx, in Skate or Die! i giocatori possono gareggiare in cinque differenti sfide di skateboard, scegliendone una in particolare oppure decidendo di affrontarle tutte in sequenza. Quando le gare sono giocate sequenzialmente possono partecipare fino ad otto giocatori. Per massimizzare il bacino di utenza del gioco, e di conseguenza le sue vendite, il videogioco fu realizzato completamente privo di qualunque forma di violenza.
Ci sono due personaggi chiave del videogioco. Rodney Reclose è un giovane selvaggio con acconciatura mohawk, ha un tatuaggio dei marine e presenta una spiccata somiglianza con il comico Rodney Dangerfield. Costui nel videogioco gestisce un negozio di skate. Bionic Lester è suo figlio e si presenta come un ragazzino rasato che il giocatore può incontrare durante le gare.

## Accoglienza
Il videogioco fu ben accolto dal pubblico sia nella versione per computer sia in quella per console.

## Seguiti
Skate or Die ispirò uno spin off sciistico intitolato Ski or Die pubblicato nel 1989 per C64, Amiga, Atari ST, PC e NES, e un seguito vero e proprio, Skate or Die 2 pubblicato nel 1990 esclusivamente per NES. Ski or Die mantenne lo stesso schema di gioco multi evento, mentre Ski or Die 2 variò in un videogioco d'avventura. Entrambi i videogiochi continuarono a utilizzare i personaggi di Rodney e Lester.
Nel 1991 uscirono altri due titoli per Game Boy, Skate or Die: Bad 'N Rad (Konami) e Skate or Die: Tour de Thrash (Electronic Arts).
Lester è inoltre comparso in Kings of the beach.